# Victoria Benedictsson
Victoria Maria Benedictsson (Domme, 6 marzo 1850 – Copenaghen, 21 giugno 1888) è stata una scrittrice svedese.

## Biografia

### Matrimonio
Crebbe in una fattoria della Svezia meridionale, dove conobbe e imparò ad apprezzare la pittura. Avrebbe voluto entrare nell'Accademia delle Arti di Stoccolma, ma il padre non glielo permise e decise di darla in moglie ad un vedovo quarantanovenne di Hörby, una piccola città della Scania, che aveva avuto cinque figli dalla prima moglie. I due si sposarono nel 1871. Per Benedictsson non fu un matrimonio felice, pur avendo avuto due figlie: Hilma, nata nel 1873 e Ellen, nel 1876, morta però dopo tre settimane.

#### Diario
Nel 1881 fu costretta a letto per una distorsione al ginocchio e così iniziò a scrivere il suo diario. Lì Benedictsson scrisse prima racconti e poi un vero e proprio romanzo su una donna che come lei avrebbe voluto diventare un artista, ma finiva per vivere una mediocre vita borghese in un paesino di provincia.
Il romanzo fu pubblicato nel 1885 con il titolo di Pengar (Denaro) e grazie ad esso l'autrice ebbe un certo successo.

### Il rapporto con Georg Brandes
Annoiata dalla banalità del suo matrimonio, Benedictsson partì per Copenaghen, dove incontrò nel 1886 il critico e studioso letterario Georg Brandes. Per impressionarlo, scrisse il suo secondo romanzo, Madame Marianne, ispirandosi al Decameron di Boccaccio.
Ebbe con lui una breve relazione amorosa.

### Morte
Dopo aver già tentato due volte il suicidio, nel 1888 in una camera dell'hotel Leopold's di Copenaghen si tagliò la carotide con quattro tagli di rasoio. È stata sepolta nel cimitero di Copenaghen e sulla sua lapide è stato inciso quello che doveva essere il suo motto: Sanning och Arbete (Verità e Lavoro).

## Opera
Victoria Maria Benedictsson è considerata, assieme ad August Strindberg, la massima rappresentante del romanzo realista svedese. Nei suoi romanzi raccontava spesso di matrimoni infelici, la differenza di età tra marito e moglie, dei diritti delle mogli e più in generale della questione femminile.